# Chlorion lobatum
Chlorion lobatum là một loài côn trùng cánh màng trong họ Sphecidae, thuộc chi Chlorion. Loài này được Fabricius miêu tả khoa học đầu tiên năm 1775.